# Adhesión

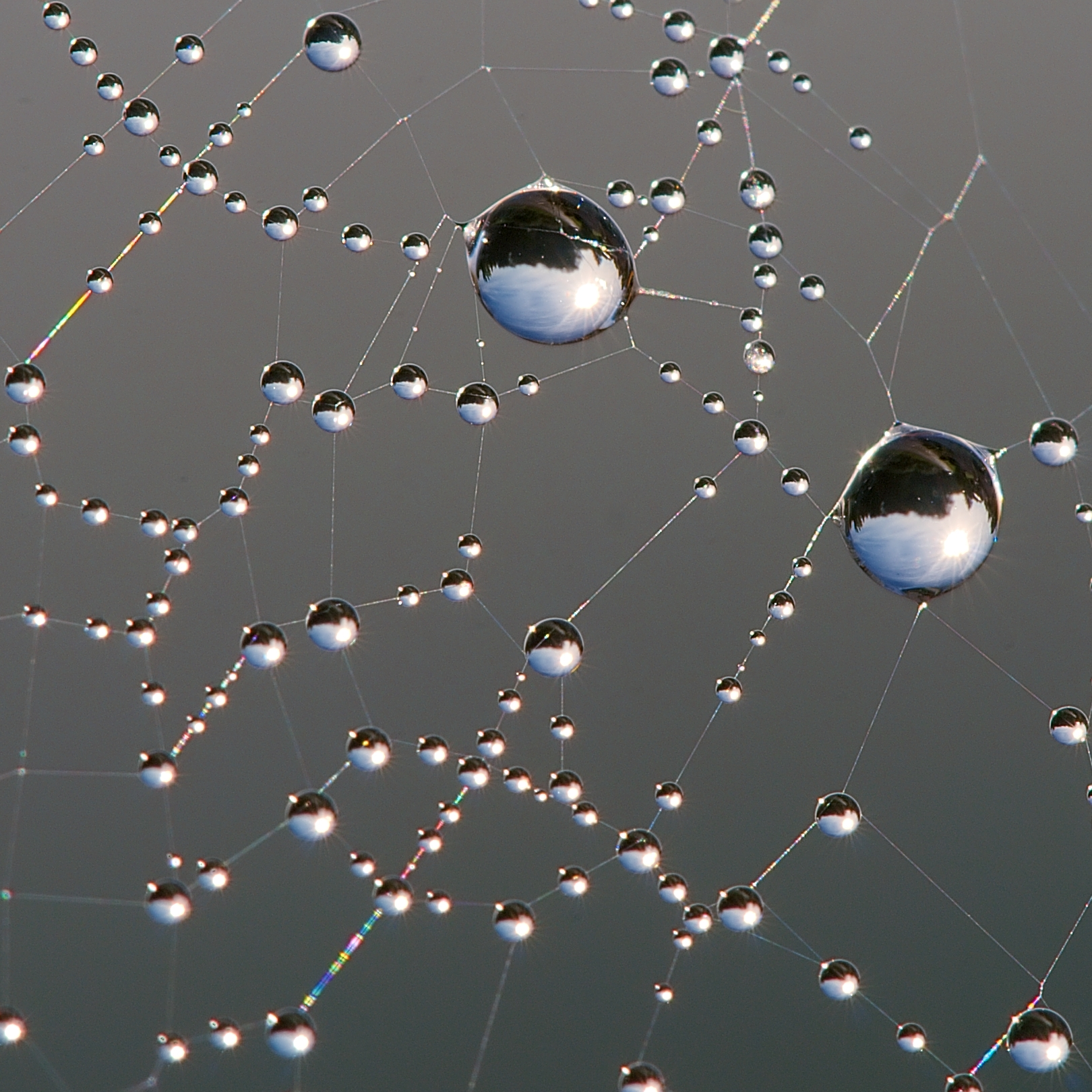
Unas gotas de agua adhiriéndose a una telaraña.

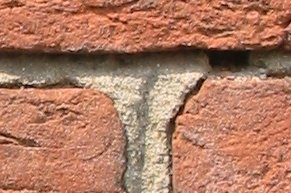
El mortero usado para mantener y sostener juntos los ladrillos es un ejemplo de la adhesión.

La adhesión es la propiedad de la materia por la cual se unen y plasman dos superficies de sustancias iguales o diferentes cuando entran en contacto, y se mantienen juntas por fuerzas intermoleculares.
La adhesión ha jugado un papel muy importante en muchos aspectos de las técnicas de construcción tradicionales. La adhesión del ladrillo con el mortero (cemento) es un claro ejemplo.
La cohesión es distinta de la adhesión. La cohesión es la fuerza de atracción entre partículas adyacentes dentro de un mismo cuerpo, mientras que la adhesión es la interacción entre las superficies de distintos cuerpos.

## Energía superficial
La energía superficial se define convencionalmente como el trabajo que se requiere para construir un área de una superficie particular. Otra forma de ver la energía superficial es relacionarla con el trabajo requerido para escindir una muestra a granel, creando dos superficies. Si las nuevas superficies son idénticas, la energía o tensión superficial (γ) de cada superficie es igual a la mitad del trabajo de escisión: γ = (1/2)W.[cita requerida]
La energía superficial es proporcional a la adhesividad del material.[cita requerida] Si las superficies son desiguales, se aplica la ecuación de Young-Dupré:
W12 = γ1 + γ2 – γ12, dónde γ1 y γ2 son las energías superficiales de las dos nuevas superficies, y γ12 es la energía interfacial.
Esta metodología también se puede utilizar para discutir la escisión que ocurre en otro medio: γ12 = (1/2)W121 = (1/2)W212. Estas dos cantidades de energía se refieren a la energía que se necesita para dividir una especie en dos partes mientras está contenida en un medio de la otra especie. Del mismo modo para un sistema de tres especies: γ13 + γ23 – γ12 = W12 + W33 – W13 – W23 = W132, dónde W132 es la energía de separar la especie 1 de la especie 2 en un medio de la especie 3.
Una comprensión básica de la terminología de energía de división, energía superficial y tensión superficial es muy útil para comprender el estado físico y los eventos que suceden en una superficie determinada, pero como se analiza a continuación, la teoría de estas variables también arroja algunos efectos interesantes que conciernen a la practicidad de las superficies adhesivas en relación con su entorno.

## Mecanismos de adhesión
Cinco mecanismos han sido propuestos para explicar por qué un material se adhiere a otro.

### Adhesión mecánica
Los materiales adhesivos rellenan los huecos o poros de las superficies manteniendo las superficies unidas por enclavamiento. Existen formas a gran escala de costura, otras veces a media escala como el velcro y algunos adhesivos textiles que funcionan a escalas pequeñas. Es un método similar a la tensión superficial

### Adhesión química
Dos materiales pueden formar un compuesto al unirse. Las uniones más fuertes se producen entre átomos donde hay permutación (enlace iónico) o se comparten electrones (enlace covalente). Un enlace más débil se produce cuando un átomo de hidrógeno que ya forma parte de una partícula se ve atraída por otra de nitrógeno, oxígeno o flúor, en ese caso hablaríamos de un puente de hidrógeno. La adhesión química se produce cuando los átomos de la interfaz de dos superficies separadas forman enlaces iónicos, covalentes o enlaces de hidrógeno.
El principio de la ingeniería detrás de adhesión química en este sentido es bastante sencillo: si las moléculas de superficie se pueden unir, a continuación, las superficies se unen entre sí por una red de estos enlaces. Cabe mencionar que estas fuerzas iónicas y covalentes atractivas son eficaces sólo en distancias muy pequeñas - de menos de un nanómetro . Esto significa que, en general, no sólo las superficies que se quieren unir estén muy próximas entre sí, sino también, que estos enlaces sean bastante frágiles, ya que las superficies a continuación deben mantenerse juntas.

### Adhesión dispersiva

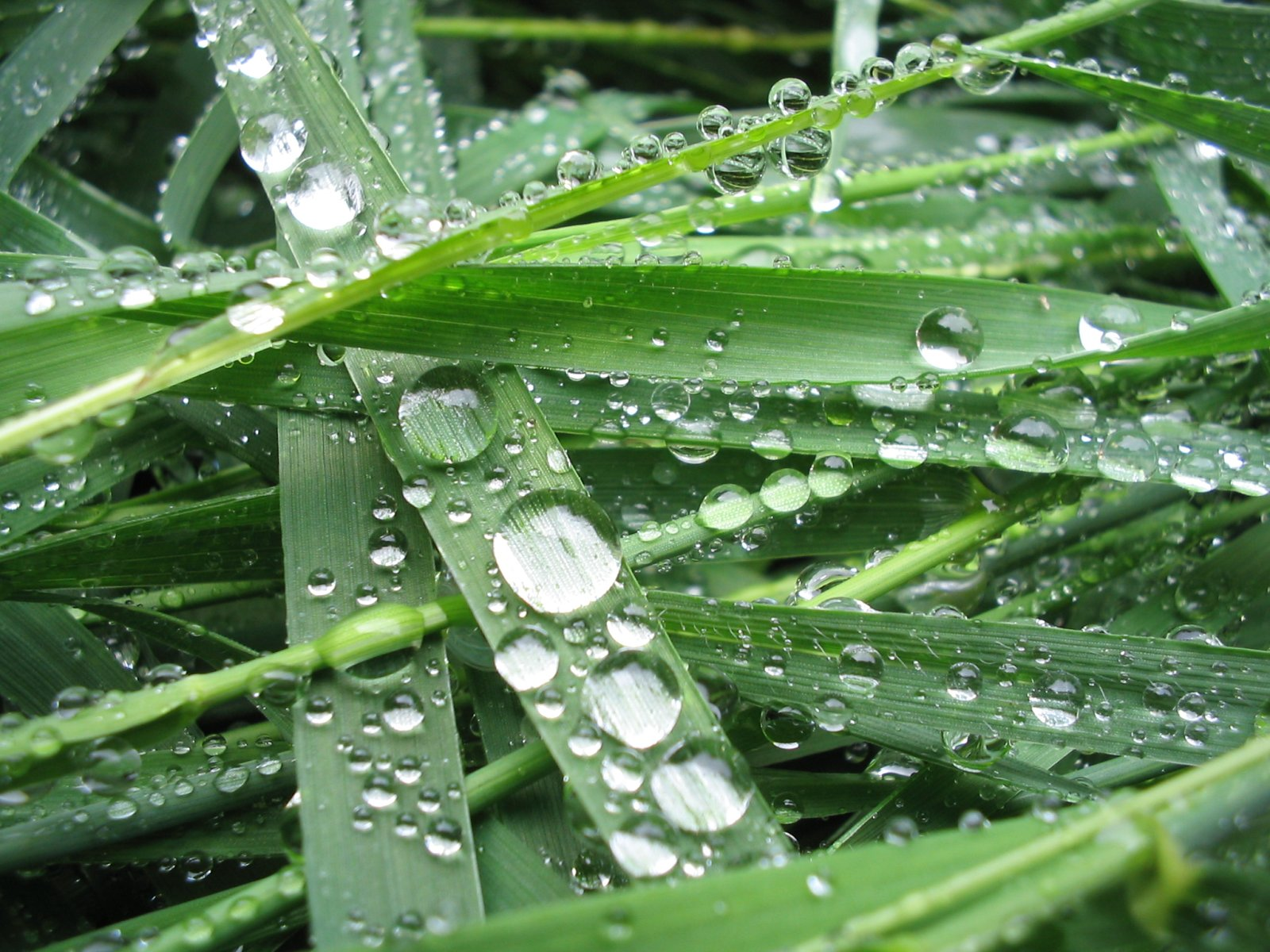
La cohesión hace que el agua forme gotitas, la tensión superficial hace que sean casi esféricas y la adhesión las mantiene en su sitio.

En la adhesión dispersiva, dos materiales se mantienen unidos por las fuerzas de van der Waals: la atracción entre dos moléculas, cada una de las cuales tiene regiones de carga positiva y negativa. En este caso, cada molécula tiene una región de mayor carga positiva o negativa que se une a la siguiente de carga contraria. Este efecto puede ser una propiedad permanente o temporal debido al movimiento continuo de los electrones en una región.
En la adhesión dispersiva, también conocida como fisisorción, dos materiales se mantienen unidos por fuerza de van der Waalss: la atracción entre dos moléculas, cada una de las cuales tiene una región de ligera carga positiva y negativa. En el caso simple, tales moléculas son por tanto polares con respecto a la densidad de carga media, aunque en moléculas más grandes o complejas, puede haber múltiples "polos" o regiones de mayor carga positiva o negativa. Estos polos positivos y negativos pueden ser una propiedad permanente de una molécula (fuerza de Keesoms) o un efecto transitorio que puede ocurrir en cualquier molécula, ya que el movimiento aleatorio de los electrones dentro de las moléculas puede dar lugar a una concentración temporal de electrones en una región (fuerzas de London).
En la ciencia de superficies el término "adhesión" siempre se refiere a una adhesión dispersiva. En un sistema sólido-líquido-gas normal (como una gota de un líquido sobre una superficie rodeada de aire) el ángulo de contacto es usado para cuantificar la adhesividad. En los casos donde el ángulo de contacto es bajo la adhesión está muy presente. Esto se debe a que una mayor superficie entre el líquido y el sólido conlleva una energía superficial mayor.

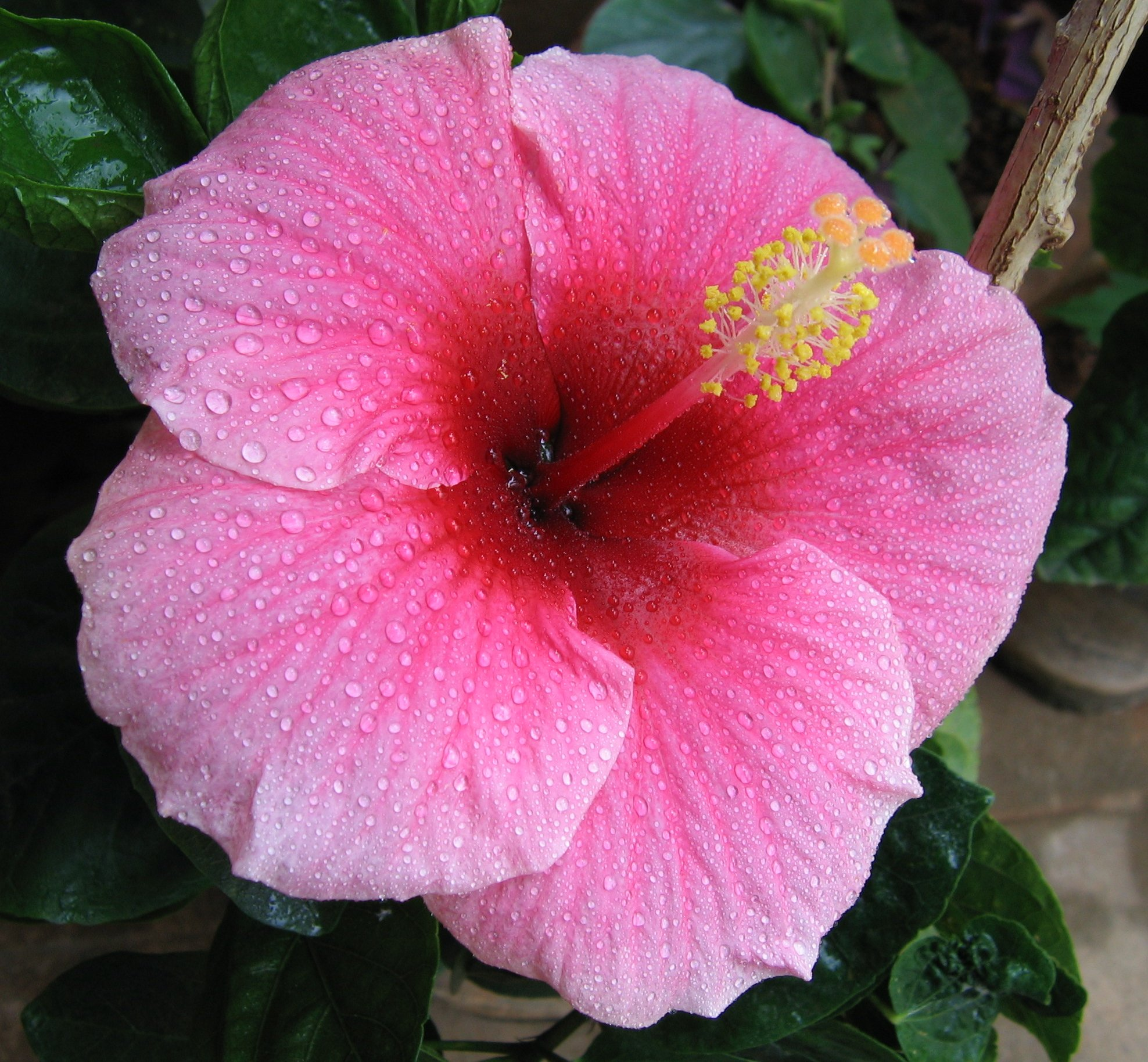
Las gotas de agua son más planas sobre la flor de Hibiscus ya que muestran una mejor adherencia.

En ciencia de superficies, el término adherencia casi siempre se refiere a la adherencia dispersiva. En un sistema típico sólido-líquido-gas (como una gota de líquido sobre un sólido rodeado de aire), el ángulo de contacto se utiliza para evaluar la adhesividad de forma indirecta, mientras que una balanza centrífuga de adhesión permite realizar mediciones cuantitativas directas de la adhesión. Generalmente, los casos en los que el ángulo de contacto es bajo se consideran de mayor adherencia por unidad de superficie. Este enfoque asume que el menor ángulo de contacto corresponde a una mayor energía superficial. Teóricamente, la relación más exacta entre el ángulo de contacto y el trabajo de adhesión es más complicada y viene dada por la ecuación de Young-Dupre. El ángulo de contacto del sistema trifásico es una función no sólo de la adhesión dispersiva (interacción entre las moléculas del líquido y las moléculas del sólido) sino también de la cohesión (interacción entre las propias moléculas del líquido). Una adhesión fuerte y una cohesión débil dan lugar a un alto grado de  humectación, una condición liofílica con ángulos de contacto medidos bajos. Por el contrario, una adhesión débil y una cohesión fuerte dan lugar a condiciones liofóbicas con altos ángulos de contacto medidos y escasa humectación.
Las fuerzas de  dispersión de London son especialmente útiles para el funcionamiento de dispositivos adhesivos, ya que no requieren que ninguna de las superficies tenga polaridad permanente. Fueron descritas en la década de 1930 por Fritz London, y han sido observadas por muchos investigadores. Las Fuerzas de dispersión son una consecuencia de la mecánica cuántica estadística. London teorizó que las fuerzas atractivas entre moléculas que no pueden explicarse por la interacción iónica o covalente pueden estar causadas por  momentos polares dentro de las moléculas. Los  momentos multipolares podrían explicar la atracción entre moléculas que tienen momentos multipolares permanentes que participan en la interacción electrostática. Sin embargo, los datos experimentales mostraron que muchos de los compuestos que experimentaban fuerzas de Van der Waals no tenían ningún multipolo. London sugirió que los dipolos momentáneos se inducen simplemente en virtud de la proximidad de las moléculas entre sí. Resolviendo el sistema mecánico cuántico de dos electrones como  osciladores armónicoss a una distancia finita el uno del otro, siendo desplazados sobre sus respectivas posiciones de reposo e interactuando con los campos del otro, London demostró que la energía de este sistema viene dada por:
{\displaystyle E=3h\nu -{\frac {3}{4}}{\frac {h\nu \alpha ^{2}}{R^{6}}}}
Mientras que el primer término es simplemente la  energía de punto cero, el segundo término negativo describe una fuerza atractiva entre osciladores vecinos. El mismo argumento puede extenderse a un gran número de osciladores acoplados y, por tanto, elude cuestiones que anularían los efectos atractivos a gran escala de los dipolos permanentes que se anulan a través de la simetría, en particular.
La naturaleza aditiva del efecto de dispersión tiene otra consecuencia útil. Consideremos un único dipolo dispersivo de este tipo, denominado dipolo de origen. Dado que cualquier dipolo de origen está inherentemente orientado para ser atraído por los dipolos adyacentes que induce, mientras que los otros dipolos más distantes no están correlacionados con el dipolo original por ninguna relación de fase (por lo tanto, en promedio no contribuyen en nada), hay una fuerza de atracción neta en una masa de tales partículas. Cuando se consideran partículas idénticas, esto se denomina fuerza de cohesión.
Cuando se habla de adhesión, es necesario convertir esta teoría en términos relativos a las superficies. Si existe una energía de cohesión atractiva neta en una masa de moléculas similares, al dividir esta masa para producir dos superficies se obtendrán superficies con una energía superficial dispersiva, ya que la forma de la energía sigue siendo la misma. Esta teoría proporciona una base para la existencia de fuerzas de van der Waals en la superficie, que existen entre cualquier molécula que tenga electrones. Estas fuerzas se observan fácilmente a través del salto espontáneo de superficies lisas en contacto. Las superficies lisas de mica, oro, diversos polímeros y soluciones sólidas de gelatina no se separan cuando su separación es lo suficientemente pequeña - del orden de 1-10 nm. La ecuación que describe estas atracciones fue predicha en la década de 1930 por De Boer y Hamaker:
{\displaystyle {\frac {P}{area}}=-{\frac {A}{24\pi z^{2}}}}
donde P es la fuerza (negativa para la atracción), z es la distancia de separación y A es una constante específica del material llamada constante de Hamaker.
.

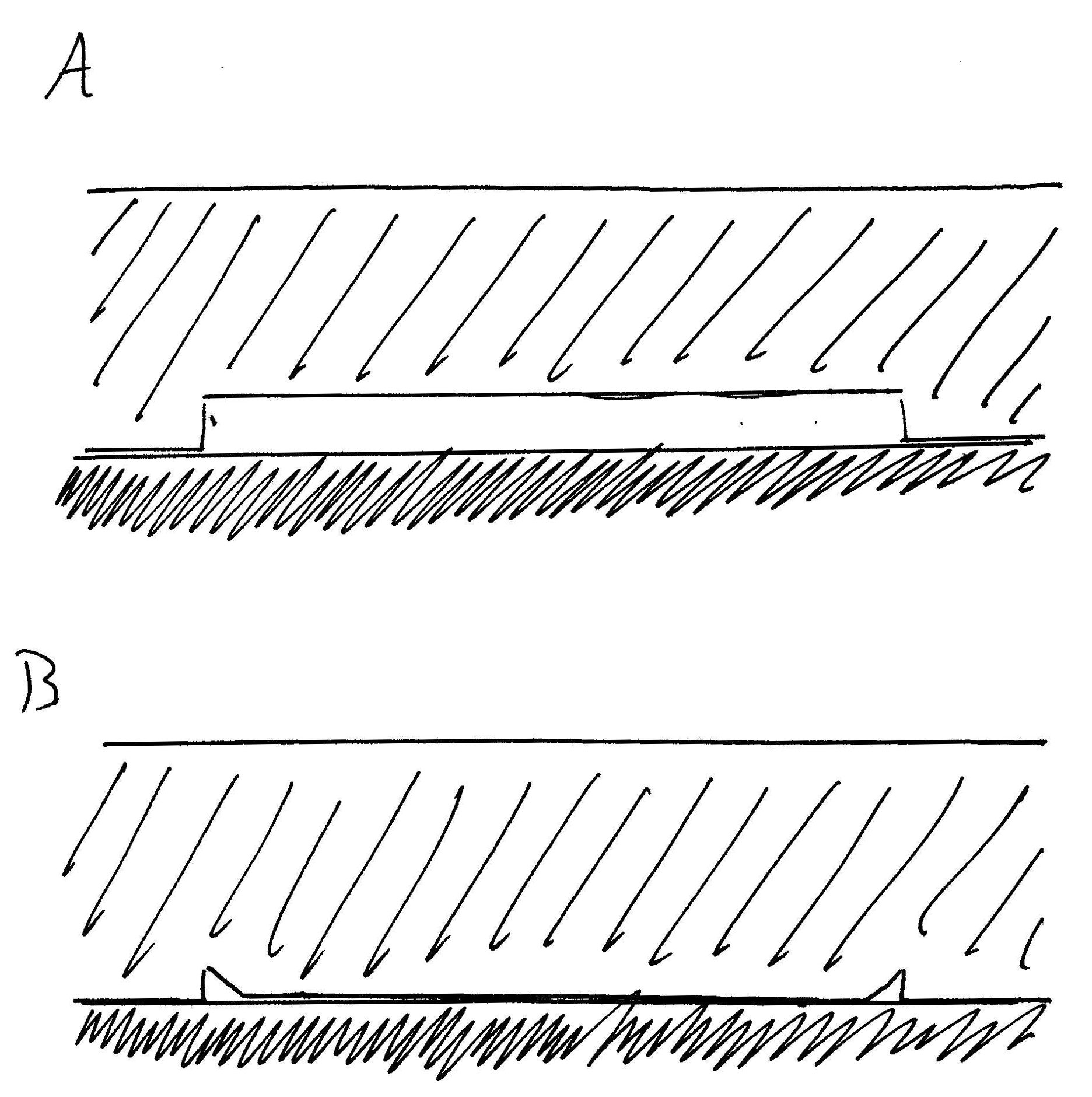
Las dos etapas del colapso de la microestructura del PDMS debido a las atracciones de van der Waals. El sello de PDMS se indica con la región sombreada, y el sustrato se indica con la región sombreada. A) El sello de PDMS se coloca sobre un sustrato con el "techo" elevado. B) Las atracciones de Van der Waals hacen que el colapso del techo sea energéticamente favorable para el sello de PDMS

El efecto también es evidente en experimentos en los que se fabrica un sello de polidimetilsiloxano (PDMS) con pequeñas estructuras periódicas de postes. La superficie con los postes se coloca boca abajo sobre una superficie lisa, de forma que la superficie entre cada poste se eleva por encima de la superficie lisa, como un tejado sostenido por columnas. Debido a estas fuerzas de dispersión atractivas entre el PDMS y el sustrato liso, la superficie elevada -o "techo"- se derrumba sobre el sustrato sin ninguna fuerza externa aparte de la atracción de van der Waals. Las superficies de polímero lisas y simples -sin ninguna microestructura- se utilizan habitualmente para estas propiedades adhesivas dispersivas. Las calcomaníass y pegatinas que se adhieren al vidrio sin usar ningún adhesivo químico son bastante comunes como juguetes y decoraciones y útiles como etiquetas removibles porque no pierden rápidamente sus propiedades adhesivas, como lo hacen las cintas adhesivass que usan compuestos químicos adhesivos.

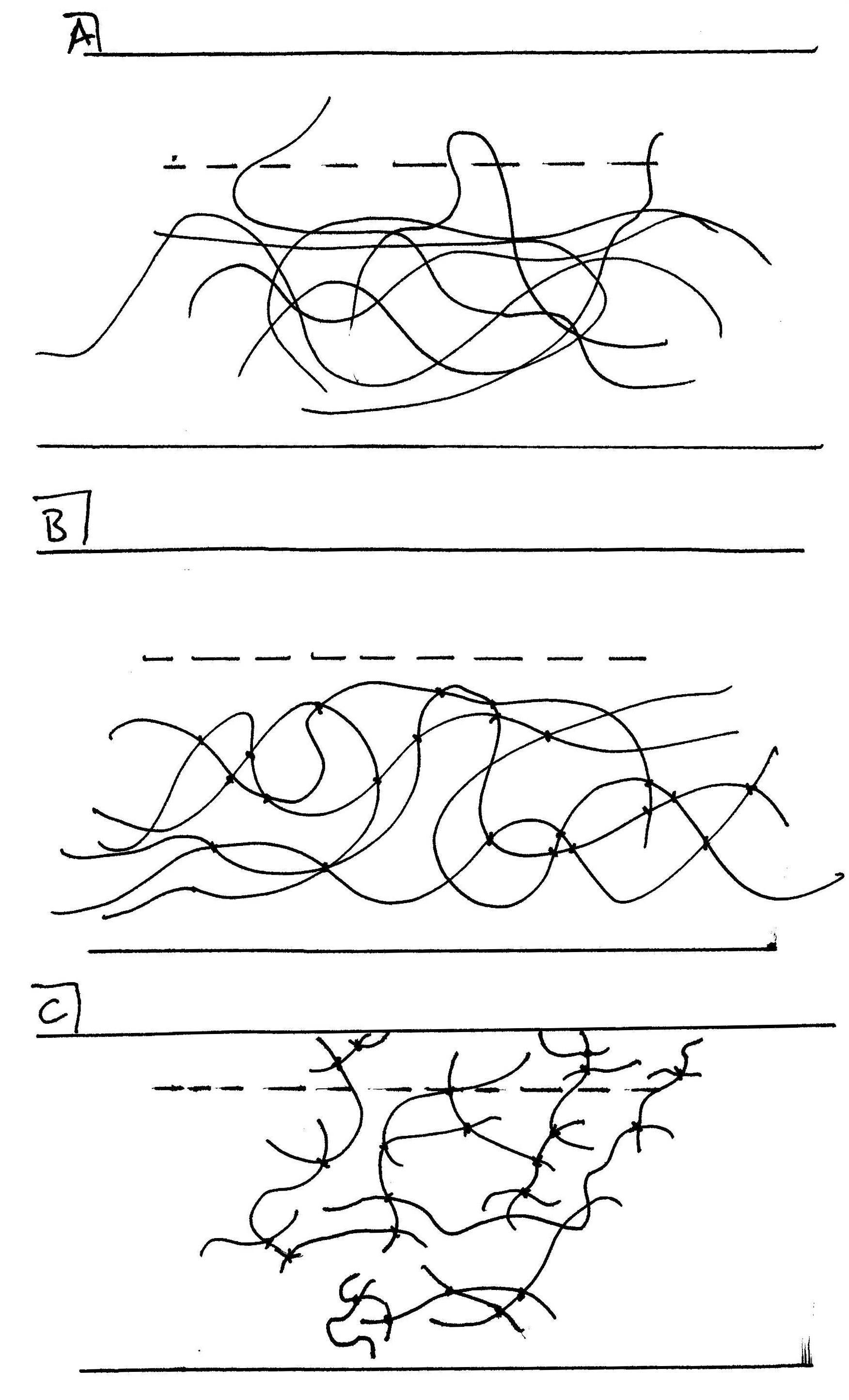
La interfaz se indica por la línea de puntos. A) Los polímeros no reticulados son algo libres para difundirse a través de la interfaz. Un bucle y dos colas distales se ven difundir. B) Los polímeros reticulados no son lo suficientemente libres para difundir. C) polímeros "Scissed" son muy libres, con muchas colas que se extienden a través de la interfaz.

Es importante señalar que estas fuerzas también actúan a distancias muy pequeñas: el 99% del trabajo necesario para romper los enlaces de van der Waals se realiza una vez que las superficies se separan más de un nanómetro. Como resultado de este movimiento limitado tanto en las situaciones de enlace de van der Waals como en las de enlace iónico/covalente, la eficacia práctica de la adhesión debida a una o ambas de estas interacciones deja mucho que desear. Una vez que se inicia una grieta, se propaga fácilmente a lo largo de la interfaz debido a la naturaleza frágil de los enlaces interfaciales.
Como consecuencia adicional, el aumento de la superficie a menudo hace poco para mejorar la fuerza de la adhesión en esta situación. Esto se deduce del fallo de la grieta mencionado anteriormente: la tensión en la interfaz no se distribuye uniformemente, sino que se concentra en la zona del fallo.

### Adhesión electrostática
Algunos materiales conductores dejan pasar electrones formando una diferencia de potencial al unirse. Esto da como resultado una estructura similar a un condensador y crea una fuerza electrostática atractiva entre materiales.

### Adhesión difusiva
Algunos materiales pueden unirse en la interfase por difusión. Esto puede ocurrir cuando las moléculas de ambos materiales son móviles y solubles el uno en el otro. Esto sería particularmente eficaz con las cadenas de polímero en donde un extremo de la molécula se difunde en el otro material. También es el mecanismo implicado en sinterización. Cuando el metal o cerámica en polvo se somete a presión y se calienta, los átomos difunden de una partícula a otra. Esto hace que se homogeinice el material.
La unión por difusión se produce cuando las especies de una superficie penetran en una superficie adyacente sin dejar de ser unido a la fase de su superficie de origen. La libertad de movimiento de los polímeros tiene un fuerte efecto en su capacidad para entrelazarse, y por lo tanto, en la unión por difusión. Por ejemplo, los polímeros reticulados son menos capaces de difundir porque se unen entre sí en muchos puntos de contacto, y no son libres de girar en la superficie adyacente. Los polímeros reticulados, por el contrario, son más libres para pasear en la fase adyacente al extender las colas y los lazos a través de la interfaz.
Una vez al otro lado de la interfaz, las colas y los bucles forman enlaces favorables. Si bien estos pueden ser frágiles, son bastante fuertes cuando se forma una gran red de estos enlaces. La capa más externa de cada superficie desempeña un papel crucial en las propiedades adhesivas de dichas interfaces, ya que incluso una pequeña cantidad de interdigitación - tan poco como uno o dos colas de 1,25 angstroms de longitud - puede aumentar los enlaces de van der Waals en un orden de magnitud.